# Triclistus semistriatus
Triclistus semistriatus är en stekelart som beskrevs av Kusigemati 1971. Triclistus semistriatus ingår i släktet Triclistus och familjen brokparasitsteklar. Inga underarter finns listade i Catalogue of Life.